# Битка код Берое
Битка код Берое (данашња Стара Загора) вођена је 1122. године између Печенега са једне и Византијског царства под Јованом II Комнином (1118–1143) са друге стране, у данашњој Бугарској. Византијска војска однела је победу у бици. Пораз Печенега довео је до њиховог нестанка као одвојеног народа. Након битке, Печенези су асимиловани од стране Румуна, Грка и Срба.

## Увод
Године 1091. Печенези су напали Византијско царство, али су разбијени од стране Јовановог оца Алексија I Комнина (1081-1118) у бици код Левуниона. Овај пораз означио је крај опасности од Печенега, од којих су многи ступили у службу Византинаца. Међутим, неки од Печенега нису учествовали у овом нападу. Нападнути 1094. године од стране Кумана, многи од преосталих Печенега су убијени или асимиловани. Ипак, поједине групе успеле су да очувају аутономију. Године 1122. Печенези из руских степа напали су Византијско царство, прешавши преко реке Дунав на византијску територију. Према Михајлу Анголду, могуће је да је њихова инвазија подстрекнута од стране Владимира Мономаха (1113-1125), кијевског кнеза, с обзиром на то да су Печенези некада били његови помоћници. Извори бележе да су остаци Огуза и Печенега прогнани из Русије 1121. године. Инвазија Печенега угрозила је византијску контролу над северним Балканом. Цар Јован II је одлучио да дочека непријатеља на бојном пољу и потисне га. Због тога је пребацио део војске из Мале Азије (где су били укључени у борбу против Турака Селџука) у Европу и предузео марш на север.

## Битка
Византијски цар окупио је своје снаге у близини Константинопоља и кренуо ка северу у сусрет Печенезима. Печенези су прешли планине Балкан и улогорили су се у близини града Бероја (данашња Стара Загора) у Тракији. Јован је напре понудио преговоре, нудећи печенешким вођама поклоне у замену за потписивање уговора, који би био повољан за обе стране. Печенези су успешно преварени овим дипломатским маневром, те су били изненађени када су Византинци изненада покренули велики напад из свог логора. Печенези су се борили непрекидно испаљујући стреле. Ослањали су се на свој логор, као место окупљања, складиште за снабдевање стрелама и последњу тачку одбране. Битка је била тешка. Сам Јован је рањен у ногу стрелом. Међутим, Византинци су присилили Печенеге да се повуку у своје вагоне. Јован је извео Варјашку гарду, елитну тешку пешадијску силу византијских царева, на логоре (вагона). Печенешка одбрана је разбијена. Варјази, наоружани карактеристичним данским секирама, провалили су у печенешке вагоне, разбијајући њихову одбрану. Византијска победа је била потпуна. Преживели Печенези су одведени у заробљеништво. Касније су већином ступили у службу Византинаца.

## Последице
Византијска победа код Берое ефективно је уништила Печенеге као независну силу. Неко време је заједница Печенега остала у Угарској, али су се они убрзо асимиловали и престали да постоје као посебан народ. Асимиловани су од Бугара и Мађара. За Византинце, победа није одмах довела до мира. Мађари су 1128. године напали Браничево, византијску постају на Дунаву. Ипак, победа над Печенезима, а касније и Мађарима, осигурала је да већи део Балканског полуострва остане византијски, дозвољавајући Јовану да се концентрише на ширење византијског утицаја у Малој Азији и у Светој земљи.